# Johannes Bochenek

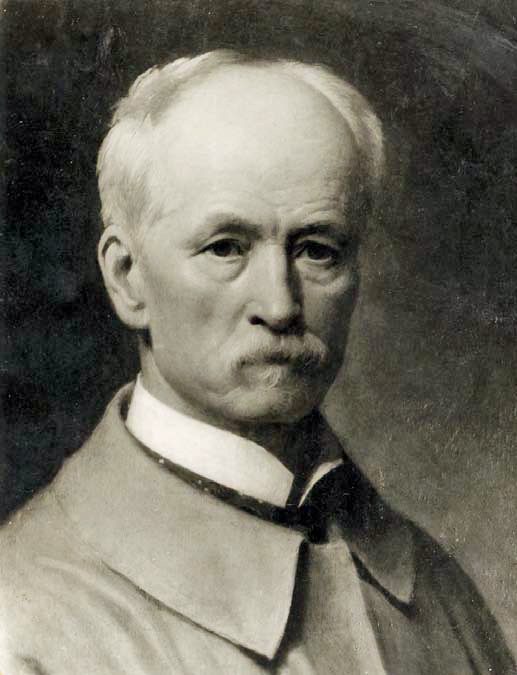
Johannes Bochenek – Selbstbildnis

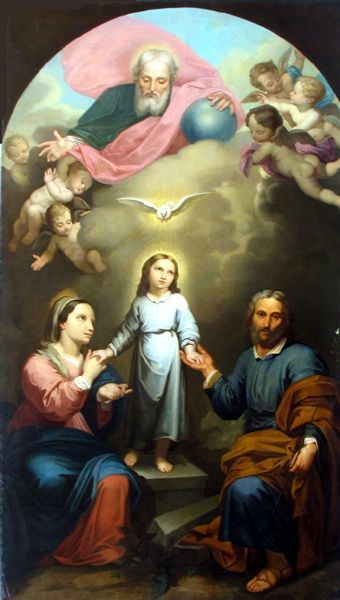
Hl. Familie 1865

Johannes Philip Josef Bochenek (* 1. Mai 1831 in Hultschin, damals Landkreis Ratibor, Provinz Schlesien; † 3. Dezember 1909 in Berlin) war ein deutscher Maler.

## Leben
Als drittes von acht Kindern des Tischlermeisters Andreas Bochenek und seiner Frau Barbara Marslik in Hultschin  geboren, erlernte er zunächst das Tischlerhandwerk. Seine Zeichen- und Malkunst war seit seiner Jugend bekannt und so verkaufte er schon während seiner Lehrzeit viele seiner Bilder. Durch Zufall wurde seine Kunstfertigkeit durch den in Hultschin tätigen Porträtmaler Stein erkannt, welcher den jungen Tischler in seinem künstlerischen Arbeiten unterstützte und dem Vater riet, den Sohn auf einer Akademie ausbilden zu lassen. Der Hultschiner Bildhauer Johannes Janda bewog ihn schließlich, seinen Beruf aufzugeben und die Berliner Kunstakademie zu besuchen.
Im September 1849 bestand er die Aufnahmeprüfung und nach kurzer Zeit erhielt er als Förderung ein monatliches Stipendium von 3 Talern.
Einer seiner Förderer war der preußische Hofmaler Carl Joseph Begas. Sein erster  Erfolg war der Gewinn des ersten Akademiepreises.
Größere Aufträge schlossen sich an: zuerst die Hl. Barbara, den Verlorenen Sohn und Christus mit der Samariterin für die Pfarrkirche zu Tarnowitz. 1856 malte er das Altarbild in der protestantischen Kirche zu Marienbad. 1857 erhielt er den Großen Staatspreis der Preußischen Akademie der Künste über 1.500 Talern für eine dreijährige Studienreise nach Italien. Im Winter 1858/1859 lebte er in München. In Rom studierte er die Zeichnung und Malweise der Römischen Kunstwerke und lernte das Aquarellieren. Zwei Jahre blieb er in Italien, wo er auch mit Peter von Cornelius bekannt wurde. 1861 kehrte er nach Berlin zurück. Hier verheiratete er sich mit Agnes von Rolland.
Zeitlebens ein sehr katholischer Mensch, malte er als einer der letzten der Nazarenerschule, schuf vor allem Werke der kirchlichen Kunst von idealer, innigzarter, tieffrommer Auffassung, in den Formen klassischer Ruhe.
Außerdem war Bochenek vielfach als Porträtmaler tätig.
Eine besondere Bedeutung gewann Bochenek auch als Kunstphilosoph und dieses brachte dem Künstler viele Anerkennungen. So wurde
er u. a. dieser Werke wegen zum Ehrenmitglied der Römischen Kunst-Gesellschaft ernannt. In den letzten Jahren seines Lebens verbrachte er die Sommer in seiner Heimat, dem Hultschiner Ländchen.

## Werke (Auswahl)
- 1870: Altargemälde Taufe Christi für die Pfarrkirche Johannes der Täufer in Ostrog
- Kopie Heilige Familie[1] nach Murillo für die Grauen Schwestern in Neiße.
- Lebensgroßes Cruzifix für den Hochaltar in Rybnik
- Taufe Christi für die Kirche Johannes der Täufer in Hultschin
- Hl. Anna für Hultschin
- Verlorener Sohn für Hultschin
- Herz Jesu für Ratibor
- Kreuzweg für St. Nikolai, Ratibor
- Mariä Himmelfahrt für die Liebfrauenkirche (kościół pw. Matki Bożej), Ratibor
- Jacobus der Aeltere für die Dominikaner-Kirche, Ratibor
- Franz Xaverius für die Kirche in Bauerwitz
- Thomas von Canterbury für das Schloß Ratibor
- Hl. Barbara für Tarnowitz
- Hl. Hedwig für die Hedwigsschwestern in Trebnitz
- Allerheiligen-Bild, für Benkowitz (jetzt Sudice)
- Eibsee mit Wetterstein, (60,3 × 80 cm)[2]

## Kunstphilosophische Werke
- Canon aller menschlichen Gestalten und der Thiere, Berlin 1885
- Das Gesetz der Formschönheit. Allgemeine Verhältnis-Lehre, erfunden und ausführlich dargestellt., Leipzig 1903